# Trẻ mãi không già và sống mãi không chết
Trẻ mãi không già và sống mãi không chết (tiếng România: Tinereţe fără de bătrâneţe şi viaţă fără de moarte) là một câu chuyện cổ tích do các nhà văn Petre Ispirescu và Ion Creangă sưu tầm và hiệu đính. Tác phẩm được in trong tập Những câu chuyện thần thoại và cổ tích Romania, do Petre Ispirescu xuất bản tại Bucharest năm 1882.

## Chuyển thể
Sau khi phát hành, ảnh hưởng của câu chuyện lớn đến mức nó đã nhiều lần được dàn dựng trên sân khấu, điện ảnh... thậm chí cả hội họa, truyện tranh.
- Trẻ mãi không già (phim, 1968)